# Tim Johnson
Timothy Peter Johnson (28. prosince 1946 Canton, Jižní Dakota – 8. října 2024 Sioux Falls, Jižní Dakota) byl americký politik za Demokratickou stranu. V letech 1997–2015 byl senátorem za Jižní Dakotu. Předtím v letech 1987–1997 působil jako poslanec Sněmovny reprezentantů, v níž zastupoval jediný kongresový okres Jižní Dakoty.
Svého času byl považován za jednoho z nejkonzervativnějších demokratů v Senátu. Souhlasil s trestem smrti, snižováním daní a volbou konzervativních soudců Johna G. Robertse a Samuela Alita do Nejvyššího soudu.